# World Championship Tour 2002
Cet article présente la saison 2002 du Championnat du monde de surf.

## Palmarès détaillé 2002

### 2002 Hommes

#### Calendrier
| Date                      | Lieu                                | Pays                | Compétition               | Vainqueur      |
| ------------------------- | ----------------------------------- | ------------------- | ------------------------- | -------------- |
| 5 mars-17 mars            | Gold Coast, Queensland              | Australie           | Quiksilver Pro            | Joël Parkinson |
| 26 mars-7 avril           | Bells Beach, Victoria               | Australie           | Rip Curl Pro Surf         | Andy Irons     |
| 7 mai-18 mai              | Teahupoo, Tahiti                    | Polynésie française | Billabong Pro Teahupoo    | Andy Irons     |
| 26 mai-7 juin             | Tavarua                             | Fidji               | Quiksilver Pro            | Michael Lowe   |
| 16 juillet-22 juillet     | Jeffreys Bay                        | Afrique du Sud      | Billabong Pro Jeffreys    | Mick Fanning   |
| 6 septembre-14 septembre  | Trestles, Californie                | États-Unis          | Boost Mobile Pro of Surf  | Luke Egan      |
| 17 septembre-24 septembre | Figueira da Foz                     | Portugal            | Figueira Pro              | Non achevé     |
| 26 septembre-8 octobre    | Côte du Sud-Ouest                   | France              | Quiksilver Pro France     | Neco Padaratz  |
| 9 octobre-21 octobre      | Mundaka, Communauté autonome basque | Espagne             | Billabong Pro             | Andy Irons     |
| 24 octobre-9 novembre     | Saquarema, Rio de Janeiro           | Brésil              | Mundial Coca-Cola de Surf | Taj Burrow     |
| 24 novembre-7 décembre    | Sunset Beach, Oahu                  | États-Unis          | Rip Curl Hawaï            | Joël Parkinson |
| 8 décembre-20 décembre    | Banzai Pipeline, Oahu               | États-Unis          | Rip Curl Pipeline Masters | Andy Irons     |

### Classement
| Classement | Nom               | Pays             | Points | Nombre d'épreuves | Remarque |
| ---------- | ----------------- | ---------------- | ------ | ----------------- | -------- |
| 1          | Andy Irons        | États-Unis       | 8102   | 12                |          |
| 2          | Joël Parkinson    | Australie        | 6556   | 12                |          |
| 3          | Luke Egan         | Australie        | 6396   | 12                |          |
| 4          | Taj Burrow        | Australie        | 6198   | 12                |          |
| 5          | Mick Fanning      | Australie        | 5944   | 12                |          |
| 6          | Michael Lowe      | Australie        | 5824   | 12                |          |
| 7          | Kieren Perrow     | Australie        | 5690   | 12                |          |
| 8          | Daniel Wills      | Australie        | 5674   | 12                |          |
| 9          | Kelly Slater      | États-Unis       | 5576   | 9                 |          |
| 10         | Mark Occhilupo    | Australie        | 5564   | 12                |          |
| 11         | Shea Lopez        | États-Unis       | 5400   | 12                |          |
| 12         | Cory Lopez        | États-Unis       | 5388   | 12                |          |
| 13         | Kalani Robb       | États-Unis       | 5346   | 11                |          |
| 14         | Damien Hobgood    | États-Unis       | 5212   | 11                |          |
| 15         | C.J. Hobgood      | États-Unis       | 5128   | 12                |          |
| 16         | Shane Dorian      | États-Unis       | 5076   | 12                |          |
| 17         | Lee Winkler       | Australie        | 5000   | 12                |          |
| 18         | Jake Paterson     | Australie        | 4942   | 12                |          |
| 19         | Peterson Rosa     | Brésil           | 4936   | 12                |          |
| 20         | Nathan Hedge      | Australie        | 4912   | 12                |          |
| 21         | Neco Padaratz     | Brésil           | 4842   | 9                 |          |
| 22         | Michael Campbell  | Australie        | 4800   | 12                |          |
| 23         | Sunny Garcia      | États-Unis       | 4760   | 8                 |          |
| 24         | Richard Lovett    | Australie        | 4692   | 12                |          |
| 25         | Taylor Knox       | États-Unis       | 4606   | 12                |          |
| 26         | Luke Hitchings    | Australie        | 4604   | 12                |          |
| 27         | Flavio Padaratz   | Brésil           | 4572   | 10                |          |
| 28         | Sane Powell       | Australie        | 4468   | 12                |          |
| 29         | Beau Emerton      | Australie        | 4450   | 12                |          |
| 30         | Dean Morrison     | Australie        | 4440   | 12                |          |
| 31         | Nathan Webster    | Australie        | 4292   | 12                |          |
| 32         | Pat O'Connell     | États-Unis       | 4248   | 12                |          |
| 33         | Renan Rocha       | Brésil           | 4240   | 12                |          |
| 34         | Russell Winter    | Royaume-Uni      | 4218   | 12                |          |
| 35         | Fabio Gouveia     | Brésil           | 4116   | 12                |          |
| 36         | Trent Munro       | Australie        | 4088   | 6                 |          |
| 37         | Guilherme Herdy   | Brésil           | 4054   | 11                |          |
| 38         | Greg Emslie       | Afrique du Sud   | 3996   | 12                |          |
| 39         | Maz Quinn         | Nouvelle-Zélande | 3936   | 12                |          |
| 40         | Paulo Moura       | Brésil           | 3592   | 12                |          |
| 41         | Phillip MacDonald | Australie        | 3538   | 12                |          |
| 42         | Paul Canning      | Afrique du Sud   | 3512   | 12                |          |
| 43         | Darren O'Rafferty | Australie        | 3188   | 12                |          |
| 44         | Rodrigo Dornelles | Brésil           | 3106   | 12                |          |
| 45         | Victor Ribas      | Brésil           | 3048   | 12                |          |
| 46         | Marcelo Nunes     | Brésil           | 2896   | 12                |          |

- Année record pour le Brésil avec 10 représentants.

### 2002 Femmes

#### Calendrier
| Date                      | Lieu                      | Pays                | Compétition            | Vainqueur           |
| ------------------------- | ------------------------- | ------------------- | ---------------------- | ------------------- |
| 18 mars-24 mars           | Gold Coast, Queensland    | Australie           | Roxy Pro               | Lynette MacKenzie   |
| 27 avril-4 mai            | Tavarua                   | Fidji               | Roxy Pro               | Melanie Redman-Carr |
| 7 mai-18 mai              | Teahupoo, Tahiti          | Polynésie française | Billabong Pro Teahupoo | Keala Kennelly      |
| 17 septembre-24 septembre | Figueira da Foz           | Portugal            | Figueira Pro           | Megan Abubo         |
| 26 septembre-8 octobre    | Anglet, Landes            | France              | Roxy Pro               | Layne Beachley      |
| 8 décembre-20 décembre    | Honolua Bay, Maui, Hawaii | États-Unis          | Billabong Pro          | Jacqueline Silva    |

### Classement
| Classement | Nom                 | Pays           | Points | Nombre d'épreuves | Remarque |
| ---------- | ------------------- | -------------- | ------ | ----------------- | -------- |
| 1          | Layne Beachley      | Australie      | 3200   |                   |          |
| 2          | Jacqueline Silva    | Brésil         | 2870   |                   |          |
| 3          | Melanie Redman-Carr | Australie      | 2860   |                   |          |
| 4          | Keala Kennelly      | États-Unis     | 2690   |                   |          |
| 5          | Lynette MacKenzie   | Australie      | 2680   |                   |          |
| 6          | Heather Clark       | Afrique du Sud | 2500   |                   |          |
| 7          | Rochelle Ballard    | États-Unis     | 2490   |                   |          |
| 8          | Chelsea Georgeson   | Australie      | 2470   |                   |          |
| 9          | Megan Abubo         | États-Unis     | 2200   |                   |          |
| 10         | Samantha Cornish    | Australie      | 2170   |                   |          |
| 11         | Kate Skarratt       | Australie      | 2150   |                   |          |
| 12         | Maria Tita Tavares  | Brésil         | 2140   |                   |          |
| 13         | Pauline Menczer     | Australie      | 1860   |                   |          |
| 14         | Serena Brooke       | Australie      | 1830   |                   |          |
| 15         | Lisa Andersen       | États-Unis     | 1690   |                   |          |
| 16         | Neridah Falconer    | Australie      | 1510   |                   |          |
| 17         | Amee Donohoe        | Australie      | 1500   |                   |          |